# Pi Scorpii
Désignations
Pi Scorpii (π Scorpii / π Sco), également nommée Fang, est une étoile triple de la constellation du Scorpion.
Pi Scorpii A est une étoile binaire à contact de type Beta Lyrae. Ses deux composantes sont des naines bleues-blanches chaudes de type B. Ensemble, elles ont une magnitude apparente moyenne de +2,89. Leur période de rotation est de 1,57 jour et elles sont distantes de seulement 15 rayons solaires. La rotation fait varier leur magnitude apparente entre +2,87 et +2,92.
Elles sont orbitées par[réf. nécessaire] une compagne plus éloignée appelée Pi Scorpii B, qui a une magnitude apparente de +12,2. Cette compagne est séparée de la composante binaire primaire de 50 arcsecondes, soit une distance d'au moins 7000 UA.